# له مورو
لِه موُرو (به فرانسوی: Les Mureaux) شهری در شهرستان ایولین در ناحیه ایل-دو-فرانس با جمعیت ۳۲٬۶۳۴ نفر در کشور فرانسه واقع شده‌است